# Bredbladigt borstgräs
Bredbladigt borstgräs (Pennisetum latifolium) är en gräsart som beskrevs av Spreng.. Enligt Catalogue of Life ingår Bredbladigt borstgräs i släktet borstgräs och familjen gräs, men enligt Dyntaxa är tillhörigheten istället släktet borstgräs och familjen gräs. Arten förekommer tillfälligt i Sverige, men reproducerar sig inte. Inga underarter finns listade i Catalogue of Life.